# Duhan van der Merwe
Duhan van der Merwe (George, 4 giugno 1995) è un rugbista a 15 sudafricano, internazionale per la Scozia, che milita, nel ruolo di tre quarti ala, nell'Edimburgo.

## Biografia
Nato e cresciuto a George, fu presto selezionato nella locale squadra provinciale degli Eagles, con cui poi partecipò alla Craven Week. Finita la scuola superiore si trasferì a Pretoria per giocare nell'accademia del Blue Bulls e nel 2014 fu convocato per il mondiale under-20 in Nuova Zelanda, giungendo fino alla finale.
Nel 2016 si trasferì al Montpellier del connazionale Jake White, facendo il suo debutto in Top 14 nella partita con il Pau. Un infortunio lo tenne fuori dal campo e, complice il suo difficile adattamento alla nuova realtà, alla fine della stagione lasciò la Francia per firmare con Edimburgo. Nonostante l'infortunio che gli fece saltare metà della stagione, il suo impatto col Pro14 fu degno di nota: giocò 14 partite da titolare segnando otto mete nella stagione d'esordio.
Nel 2020, resosi idoneo per la Scozia, fece il suo debutto con i cardi nel test match con la Georgia, segnando una meta all'esordio.